# 網路迷因
網路迷因，又称網路哏或网络梗，简称哏或梗，是一种通过互联网传播的文化集合（如一种思想、行为或风格），通常通过社交媒体平台传播。
由於網際網路缺乏實體界線的特性，各種資訊與概念傳播的速度也因而更快速及廣闊，例如幽默、令人好奇的事物等等。不過，網路名氣衰退的速度通常與其成長的速度一樣快速。羅馬尼亞流行曲《Dragostea Din Tei》就是一個例子。
在華人網路界的語境下對「迷因」一詞的詮釋，已與迷因本身內涵有些變化，使得「網路迷因」已經有類似「網路梗」的意思。

## 概述
「迷因」一詞的概念起源於1976年。當時，科普作家理查德·道金斯於其作品《自私的基因》中描述和定義模因，嘗試解釋文化信息傳播的方式。而網路爆紅特別指網絡上的模因，因此是模因的一種。
潮流和感受往往能在互聯網上快速傳播，全因互聯網的一些即時通訊服務使人們能以「口口相传」的形式傳遞信息。在早期的互聯網，這些模因主要經電子郵件或Usenet討論社區傳播。留言板和新聞組亦是傳播媒介之一，全因它們的操作方式簡單，使模因能迅速傳播至不同地方。在現代，模因則主要透過搜索引擎、網絡論壇、社群網站和影片分享網站。例如Youtube等傳播。而搜索引擎亦能令不起眼的信息受人關注。如果沒有搜索引擎的存在，不起眼的個人網頁上的信息將不會有人發現，全因鮮少有人會到該網站造訪。因此，如果搜索引擎不存在的話，互聯網的傳播模因的能力就會大大降低。
至於在中文網路地區，像是隔壁貓叫日記等，也都是網路快速傳播現象的例子。同时，网络推手是该现象的重要参与者。

## 描述
一個網路模因存在的形式可以是超連結、影片、圖片、音樂和網站等。它可能只是一個單詞或短語，包括故意將單詞或拼寫錯誤，如將“more”寫成“moar”、“me”寫成“meh”、“the”寫成“teh”和“what”寫成“wat”,“wut”、“that”和“dat”、“for”和“4”、“too/to”和“2”、“too”和“图”、「young」和「樣」、“simple”和“森破”等。這些小動作往往都會透過社交網絡、博客、直郵或新聞來源傳播。它們之中不少與現有的各種網絡文化或次文化有關。
網路模因可能會保持不變，亦可能會隨著時間推移變化。網路模因會因評論、戲仿、或新聞報導而變化。網路模因可以以很快的速度發展和傳播，有時更加可以在幾天之內散播到世界各地。網路模因的快速增長和影響力有時會引起了研究人員和業界的關注。在學術方面，研究人員會研究網路模因如何演變，並預測模因能否成功在網絡上傳播。在商業方面，公司則會利用其普及的特性，使之成為一種廉價的大規模的廣告形式。

## 演变历程

### 早期阶段
网络迷因的根源可追溯至互联网的早期时期，以简单的图像和文字组合为主。其中典型例子包括“汉堡”和“星际日历”等，这些早期迷因为后来的网络文化奠定了基础。

### 社交媒体崛起
随着社交媒体的普及，网络迷因的传播速度显著提升。平台如Facebook、Instagram和Twitter成为迷因的主要传播渠道，用户通过转发、点赞和分享使其在短时间内迅速传播。

### 用户生成和参与
网络迷因的独特之处在于其广泛的用户生成性质。任何人都有能力创造、修改和分享迷因，推动了网络文化的民主化。迷因的产生和演变不再受限于特定创作者，而是由广大的在线社群共同参与。

### 国际化和文化交融
网络迷因的传播已经超越了地域和语言的限制，形成了一种全球性的文化语境。翻译和重新创作使得迷因能够适应不同国家和文化的语境，展现了互联网作为文化交流媒介的强大力量。

## 分类
图像迷因： 包括带有文字或不带文字的图片，如“莫斯科骚乱Distracted Boyfriend”和“白脸喵Grumpy Cat”。
视频迷因： 涵盖了通过短视频传达幽默或讽刺信息的迷因，例如“螃蟹默默地走开”和“汤姆和杰瑞”的衍生迷因。
短语迷因： 包括流行的口头禅、标语或短语，例如“我太难了”和“你行你上”。
行为迷因： 涉及到具体动作或行为的迷因，如“哈利波特跳舞”和“替身自拍”。

## 产生
“迷因”这个词最早是由英国进化生物学家理查德 道金斯在他1976年的大众科学畅销书《自私的基因》中使用的。这个词既可以指在用户间传播的内容，也可以指隐藏在内容背后的理念或者其转播的这种现象。
2003年，由15岁的克里斯托弗·普尔(Christopher Poole)创办的4Chan网站迅速走红，与其他社区网站不同，4Chan的用户不通过语言，而是通过上传和转贴图片、幻灯片、原创绘画作品等手段相互交流。
4Chan有个传统，每周六网友们会大量上传有关猫的图片并配上搞笑“注释”，“周六”(Saturday)变成“Caturday”。曾有位网友发了张一只小猫咧着嘴的照片，旁边的文字是：我能吃三明治么？(I CAN HAS CHEEZBURGER？)后来在这张照片的演绎下，有人创办了以猫咪等小动物的可爱图片与幽默注释为主题的博客网站“ICanHasCheezburger”，网友们可以欣赏这些有趣图片，拍摄、编辑自己的动物图片上传进行分享。
2007年9月，本·哈尔耗资200万美元买下了“ICanHasCheezburger”，而之前他已经拥有了一些类似的有趣内容分享类网站。
随着4Chan与“ICanHasCheezburger”人气飙升，一个名词出现——网络迷因。

## 内容传播
网络迷因的内容可以是个笑话、一句引语、传言或某个事实、图像、一段视频、甚至可以是某个网站，基本上只要是能够通过电子通讯技术从一个人传给另一个人的内容都可以成为迷因。网络迷因一个重要的特点是所有的传播过程都是自发的，没有任何强迫或自动发送属性。
在传播过程中，迷因的内容可能保持原样，也有可能会被后来的接收者加以改造或延伸。它们在网络上消逝的速度可能跟爆红的速度一样快，几天之内就有可能不见踪迹了。

## 種類和用途
公共關係、廣告和營銷專業人士均將網絡模因定義為一種病毒营销和游擊營銷方式。而使用模因來推廣產品或服務的行動則被稱為「模因營銷」。網路模因因為通常都符合時尚潮流，所以被視為有成本效益的。
在市場營銷方面，營銷人員會使用網路模因製作影片，使大眾對產品或服務產生興趣。2006年電影《航班蛇患》便是一例子。營銷人員亦會使用網路爆紅的短語或單詞作宣傳，目的是引起他人注意。

## 传播与影响

### 传播机制[15]

#### 社交媒体平台
网络迷因的传播主要依赖于社交媒体平台，如Facebook、Instagram、Twitter和TikTok。用户通过这些平台的分享、转发和点赞机制，快速推动迷因传播，形成病毒式效应。

#### 用户生成与参与
网络迷因的独特之处在于用户生成的特性，任何人都可以创造、修改和分享迷因。这种用户参与度不仅增加了迷因的多样性，也促进了迷因的传播速度。

#### 群体动力学
网络迷因的传播常受群体动力学的影响。一旦迷因在一个社交圈内变得流行，它往往会快速扩散到其他社交圈，形成广泛传播的局面。

### 社会与文化影响

#### 反映时事与社会观点
网络迷因不仅仅是娱乐，还常常反映时事和社会观点。通过幽默和讽刺，迷因成为人们表达对社会现象看法的工具，引发广泛关注。

#### 品牌营销与商业应用
品牌和商业机构已经意识到网络迷因的影响力，积极将其纳入品牌营销策略。成功的迷因营销不仅能够提高品牌知名度，还能促使用户与品牌形成更紧密的互动关系。

#### 粉丝文化的推动
一些迷因与特定的娱乐作品或名人相关联，推动了粉丝文化的形成。粉丝团体通过创造和分享相关迷因，加强了粉丝之间的社交联系。

## 范例
- LOLcats——猫咪形象，旁边配有半文盲似的标题，如“我能吃芝士汉堡么？”

- “疯狂青蛙”视频[16]

- “Bride Has Massive Hair Wig Out”视频[17]——由美发产品制造商Sunsilk秘密推出，旨在为即将揭幕的广告大战造势

- 2003年推出的关于当时在任总统的一个图像——George Bush falling off a Segway[18]（这一迷因旋即引来众多关于各式脊椎动物成功驾驶车辆的视频，其中包括布什夫人和一只猩猩）

- 通过Facebook 进行传播的“关于我的25件事”（25 random things about me）

- The Dancing Baby

- 单词“pwn”（意为“战胜”或“支配”）

- 根据得克萨斯大学生物学教授Lauren Ancel Meyers的观点，通过在线社会网络进行传播的网络迷因与在线下人群中传播疾病的方式大致相同。
- 「Rick roll」音樂

- 奧德彪——奧德彪是中國人給一系列蒲隆地人騎單車拉香蕉到市場賣的紀錄片主角的暱稱，後也引申指稱其他類似人物。後來甚至還因此引申出了「奧德彪語錄」。[19]

## 争议与监管

### 敏感话题与不当内容
一些网络迷因涉及敏感话题或不当内容，引发了社交媒体平台和在线社区的争议。监管机构可能采取措施限制或删除具有争议性的迷因，引发言论自由与内容审查的讨论。

### 数据隐私问题
迷因的传播往往伴随着大量用户数据的流动。这引发了对数据隐私和信息安全的关切，促使监管机构对社交媒体平台的数据管理进行更严格的监管。

## 未来展望
随着科技的不断发展，网络迷因作为一种文化表达形式将继续演变。虚拟现实、增强现实和人工智能等新兴技术可能为迷因的创意提供更多可能性，使其在未来仍然保持其在网络文化中的独特地位。

## 外部連結
维基共享资源上的相關多媒體資源：網路迷因